# Zona de Operații Sud-Est (România)

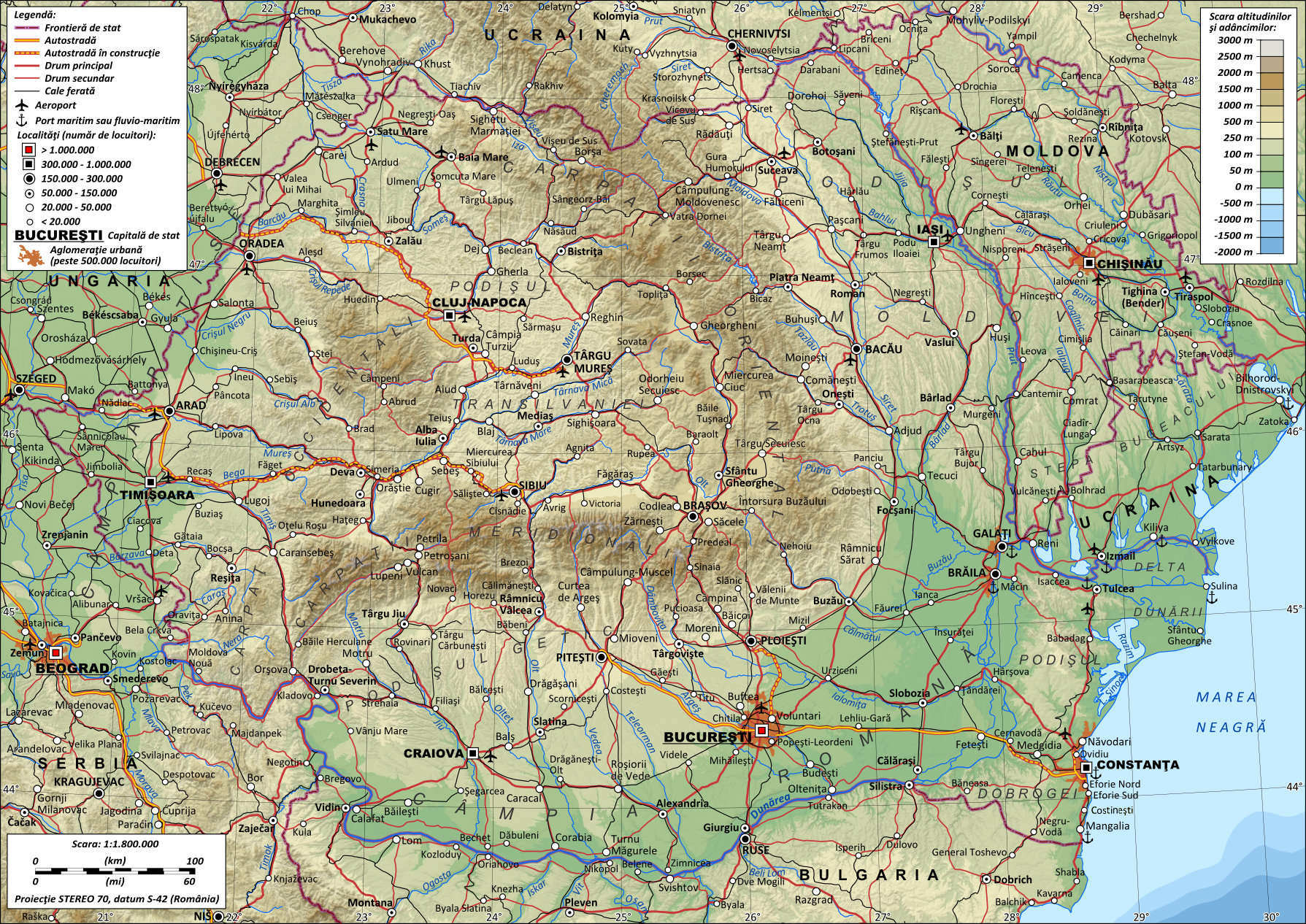
Arealul Zonei de Operații Sud-Est este situat în Dobrogea.

Zona de Operații Sud-Est  din România este una dintre cele patru zone de nivel operațional definite în perspectiva geografiei militare⁠(en)[traduceți] pe teritoriul statului român, celelate trei fiind Zonele de Operații Vest, Est și Sud. Zona include teritoriul Dobrogei.
Arealul, care este inclus Teatrului de Operații Sud-Est European, corespunde unuia dintre  marilor compartimente fizico-geografice ale României

## Caracteristici generale

### Geografice

Harta topografică a Dobrogei.

Arealul în cauză are o suprafață de 15.500 de km2, și corespunde unuia dintre  marilor compartimente fizico-geografice ale României,înscriindu-se în teritoriul Dobrogei. Este delimitat de fluviul Dunărea (între localitatea Călărași și gura brațului Chilia), de frontiera maritimă și de frontiera între România și Bulgaria (aflată între Dunăre și Marea Neagră).
În ce privește relieful litoral, la nivelul Litoralului românesc:
- plajele sunt în general înguste și acoperite de nisipuri
- falezele se prezintă sub forma unor țărmuri abrupte și stâncoase, cu o continuitate aproape neîntreruptă de la Vama Veche pana la nord de Capul Midia
- zona de litoral (respectiv marginea Podișului Dobrogei) are o lățime medie de 2-3 km, ce atinge până la 10 km în zona limanurilor Techirghiol, Agigea, Siutghiol si Tașaul.

### Operative
Zona de Operații Sud-Est este inclusă Teatrului de Operații Sud-Est European și se află pe Direcția strategică de Sud-Est a acestuia, fiind intersectată de direcția operativă (terestră) a Traciei de Est (turcă) și de cea maritimă din partea de vest a Mării Negre. Partea de nord este limitrofă direcției operative mixte maritimă și terestră a nordului Mării Negre. Prezența direcțiilor operative maritime conturează un caracter complex acestei direcții strategice, ceea ce determină participarea la operațiuni a tuturor categoriilor de forte armate. În acest context, frecvența acțiunilor combinate de tipul desant maritim⁠(en)[traduceți] – trupe de uscat, desant maritim – trupe de uscat – desant aerian poate fi mai mare.
Caracteristicile direcțiilor operative menționate mai sus, sunt:
- Direcția operativă Tracia de Est (turcă) este cunoscută pe teritoriul României ca fiind Direcția operativă „Iantra” din cadrul Direcției strategice de Sud. Aceasta urcă spre nord din vestul Peninsulei Anatolia, având o lărgime de 200-500 km și o adâncime de până la 1400 km. Axul ei intră în România pe la Giurgiu și continuă pe direcția București – Ploiești – Brașov, cu o variantă pe axul Urziceni – Buzău – Focșani – Bacău – Suceava, fiind  limitată la est de țărmul Mării Negre, drept care este în același timp și o direcție de litoral. Direcția interceptează comunicațiile terestre dintre Europa Centrală și Europa de Sud-Est cu Orientul Apropiat și Orientul Mijlociu. În cadrul său, valoarea de obstacol a Dunării este una mare. Permite desfășurarea unor acțiuni militare combinate⁠(en)[traduceți] de amploare, atât terestre (cu folosirea pe scară largă a forțelor blindate între obstacole naturale) cât și maritime și aeriene. Are o capacitate de până la un grup de armate sau front. Elementele care caracterizează această direcție conferă acesteia o importanță operativ-strategică.

   Vezi și articolul:  [[]]Vezi și articolele [[]] și [[]]Vezi și articolele [[]], [[]] și [[]]Vezi și articolele Direcția operativă Austriacă, Direcția operativă Nord-Italiană, Direcția operativă Podolică și Direcția operativă Sud-UcraineanăVezi și articolele [[{{{11}}}]], [[{{{12}}}]], [[{{{13}}}]], [[{{{14}}}]] și [[{{{15}}}]]Vezi și articolele [[{{{16}}}]], [[{{{17}}}]], [[{{{18}}}]], [[{{{19}}}]], [[{{{20}}}]] și [[{{{21}}}]].
- Direcția operativă din vestul Mării Negre include spațiul maritim aflat în vestul și sud-vestul Mării Negre, având și o componentă terestră, care, pătrunde în România pe la Călărași, se orientează spre Poarta Focșanilor și are o variantă prin Dobrogea.

- Din punct de vedere operativ este dependentă de strâmtorile Bosfor și Dardanele și de litoral. Datorită dimensiunilor reduse ale spațiului maritim, acțiunea forțelor maritime (nave de suprafață sau submarine) este în mod semnificativ, împiedicată de posibilitatea controlului total, pe care, forțele aeriene îl pot exercita asupra arealului.
- Cu excepția zonei reprezentată de Delta Dunării, litoralul oferă condiții favorabile desantului maritim, care, poate fi deplasat fie prin procedeul litoral–litoral (îmbarcarea și debarcarea de pe aceleași nave de desant), fie prin transbordare.

- Direcția operativă din nordul Mării Negre este o direcție mixtă (maritimă și terestră). Axul său se află pe direcția Odesa – Galați – București, cu vanriante de pătrundere spre zona de nord a Moldovei și spre trecătorile din grupa centrală a Carpaților Orientali. Are capacitate de până la o grupare de forțe de nivel operativ.

Specificul litoralului oferă apărătorului posibilități sporite, deoarece atacatorul care vine dinspre mare nu are posibilitatea de a angaja forțe numeroase, în primul eșalon de debarcare. Acest impediment apare drept efect al capacităților limitate ale potențialelor raioane de debarcare, care, nu permit angajarea a mai mult de o mare unitate tactică, majoritatea permițând chiar, numai angajarea unor unități de nivel inferior. Ca efect, o acțiune de desant maritim și aerian în lipsa cooperării forțelor terestre este dificil de realizat și aceasta permite apărătorului prin dispunerea potrivită a forțelor sale și prin executarea rapidă a manvrei, să distrugă desantul maritim, odată acesta debarcat. Mai mult, vulnerabilitatea navelor de desant la focurile artileriei, precum și la loviturile aeriene sau la cele venite dinspre mare, oferă apărătorilor în cazul folosirii de către atacator a deplasării desantului maritim prin procedeul litoral–litoral, posibilitatea anihilării acțiunii de desant, chiar pe mare. Cu toatea acestea, în condițiile în care atacatorul ar avea totuși supremația aerienă și maritimă, acesta ar putea acționa pe un front larg și ar putea neutraliza puternic și în adâncime întreaga fâșie de acțiune, pentru a-și putea atinge scopurile fixate.
Cea mai probabilă variantă de atac asupra Dobrogei este reprezentată astfel de o combinație dintre un atac venit dinspre mare cu unul venit dinspre uscat, sprijinit de aviație, în această zonă de operații putându-se desfășura acțiuni de amploare operativă de mare intensitate, la care, pot participa toate categoriile de forțe armate și de trupe.
Desantul aerian are avantajul de a favoriza pentru un eventual agresor debarcarea pe litoral, pătrunderea în Dobrogea și deschiderea spre București.
- desantul aerian tactic poate fi folosit pe litoral (probabil la nord de Mangalia)
- desantul aerian operativ este oportun în raionul Vadu Oii – Giurgeni în timpul unei eventual dezvoltări în adâncime a unei ofensive, scopul fiind crearea unor condiții favorabile pentru forțarea militară a Dunării.

Canalul Dunăre-Marea Neagră în spațiul Dobrogei.

Dunărea reprezintă un obstacol hidrografic natural și în același timp, o importantă arteră de comunicații ce facilitează transporturile operative și de aprovizionări sau de evacuări. Valoarea sa strategică este semnificativ sporită de lucrările de hidroameliorații (îndiguiri, desecări, irigații, etc...) cu rol de puternic obstacol antitanc⁠(en)[traduceți], dublat de sistemul de canale colectoare (ceea ce pune atacatorului probleme deosebite în ce privește o eventuală traversare).
Este de menționat astfel, că sistemele de hidroamelirații pot aduce un avantaj semnificativ din punct de vedere tactic, apărării, deoarece ajută la fragmentarea și compartimentarea forțelor atacatoare și asigură condiții în vederea apărării sau militării pătrunderilor, din orice direcție s-ar porduce acestea.
Canalul Dunăre-Marea Neagră, cu o mare valoare de obstacol, are o importanță deosebită în modul în care spațiul dobrogean este interpretat din punct de vedere militar, iar partea de nord a Dobrogei, care, include și Delta Dunării poate fi folosită pentru organizarea unei apărări de lungă durată.
Existența în prezent a unor baze militare precum cele de la Mihai Kogălniceanu, Constanța, Babadag și în proximitate a celei de la Fetești⁠(en)[traduceți] asigură condiții pentru manevre strategice aero-navale eficiente.
În ce privește localizarea geografică și relieful acestea fac zona să fie optimă atât pentru traiul și antrenamentul militarilor, cât și pentru îndeplinirea misiunilor acestora.
În ce privește direcțiile de interzis în Zona de Operații Sud-Est, acestea sunt:
- dinspre litoral, direcțiile de interzis sunt legate de plajele de debarcare, respectiv Vadu, Midia, Clisargic, Năvodari, Mamaia, Constanța, Eforie, Costinești, Neptun, Mangalia-Nord, Mangalia, 2 Mai și Vama Veche. Cea mai importantă dintre aceste direcții este cea care se află la nord de Constanța, deoarece conduce de la plajele aflate în apropierea Capului Midia spre Hârșova – Vadu Oii, unde se află pe o distanță de 3-4 km, unica porțiune în care Dunărea prezintă un singur braț.[11]
- pe axa nord-sud, principala direcție de interzis este marcată de localițățile Tulcea, Medgidia și Negru Vodă.[11]

### Relevanță geostrategică

Calea navigabilă Rotterdam-Constanța oferă acces navelor între Marea Nordului și Marea Neagră.

Dobrogea se află la frontiera de securitate a spațiului euro-atlantic din Zona Extinsă a Mării Negre, în contextul în care arealul pontic asigură continuitatea spațiului geostrategic și geoeconomic⁠(en)[traduceți] întins din Europa de Vest până în Asia Centrală. Intersectând axa Dunării, oferă posibilități de control atât al accesului resurselor din arealul Mării Caspice spre Europa, cât și de ieșire a unor forțe militare spre spațiul Asiei, inclusiv spre cel al Orientului Mijlociu.
Din perspectivă militară, arealul dobrogean este poziționat în apropierea marilor culoare strategice, reprezentând un spațiu de poziționare, care, ușurează intervenția rapidă în Orientul Apropiat și Mijlociu, în Balcani, în Caucaz și în zonele turbulente din Est (inclusiv în Transnistria).

## Perspective operative

### Apărarea

#### Orientare spre litoral
Cel mai important aliniament de apărare, în acest caz este reprezentat de litoralul românesc. Limita de dinainte a apărării, în acest caz, este reprezentată de țărmul maritim sau de falezele maritime. Se vor folosi fortificații și baraje de mine, pe direcțiile plajelor care sunt favorabile debarcării.
În ce privește apărarea în adâncime, în Podișul Dobrogei, pot fi create numai aliniamente de importanță tactică (fâșii sau poziții), pe pantele dinspre est ale unor forme de relief mai înalte.

#### Orientare spre sud
Primul aliniament de apărare poate fi organizat pe frontiera de stat cu Bulgaria.
Canalul Dunăre-Marea Neagră reprezintă baza pentru organizarea unui al doilea aliniament, deoarece obligă un eventual inamic să-l forțeze. Acest aliniament este dublat de canalul Poarta Albă-Midia Năvodari.
Un al treilea aliniament poate fi reprezentat de pantele nordice ale podișurilor Casimcei și Babadagului.